# Mario Boyé
Mario Emilio Heriberto Boyé Auterio (né le 30 juillet 1922 à Buenos Aires et mort le 21 juillet 1992) était un joueur de football argentin.

## Biographie

### Carrière de joueur
Surnommé El Atómico, il commence à jouer dans les divisions jeunes du Boca Juniors avec qui il fait ses débuts en première division le 8 juin 1941 contre l'Independiente, et inscrit son premier but une semaine plus tard contre Huracán. Avec le Boca, il remporte les championnats argentins de 1943 et 1944, et est le meilleur buteur en 1946 avec 24 buts. Il part ensuite en Italie où il est connu sous le nom d'« Il Matadore », mais retourne au pays quatre ans après. Après avoir gagné le titre en 1951 avec le Racing et joué une saison avec Huracán, il retourne au Boca où il prend sa retraite. Il joue en tout 228 matchs avec le Boca toutes compétitions confondues, et inscrit 124 buts.

### Équipe nationale
Boyé a joué avec l'équipe d'Argentine entre 1945 et 1951, avec qui il remporte trois fois la Copa América en 1945, 1946 et 1947.

### Entraîneur
Boyé a également une brève période où il prend en charge son ancien club du Boca Juniors en 1961.